# 圣米歇尔-埃斯卡吕斯
圣米歇尔-埃斯卡吕斯（法語：Saint-Michel-Escalus，法語發音：[sɛ̃ miʃɛl ɛskalys]）是法国朗德省的一个市镇，属于达克斯区。该市镇于1790-1794年间由圣米歇尔（Saint-Michel）和埃斯卡吕斯（Escalus）合并而成。

## 地理
圣米歇尔-埃斯卡吕斯（43°53'34"N, 1°15'40"W）面积17.59 平方千米，位于法国新阿基坦大区朗德省，该省份为法国西南部沿海省份，是法國本土面积第二大的省，北起吉倫特省，西临大西洋，南至大西洋比利牛斯省，东临热尔省，东北与洛特-加龍省接壤。
与圣米歇尔-埃斯卡吕斯接壤的市镇（或旧市镇、城区）包括：卡斯泰茨、莱昂、兰克斯、维耶勒-圣日龙。
圣米歇尔-埃斯卡吕斯的时区为UTC+01:00、UTC+02:00（夏令时）。

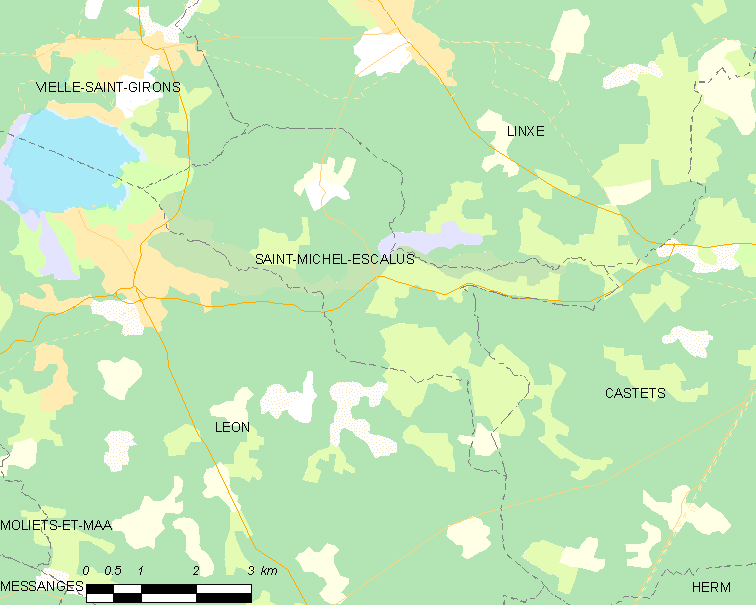
圣米歇尔-埃斯卡吕斯的OSM定位图

## 行政
圣米歇尔-埃斯卡吕斯的邮政编码为40550，INSEE市镇编码为40276。

## 政治
圣米歇尔-埃斯卡吕斯所属的省级选区为银色海岸县。

## 人口

1962-2008年间圣米歇尔-埃斯卡吕斯人口变化图示

圣米歇尔-埃斯卡吕斯于2022年1月1日时的人口数量为324人。